# Baluga (Trnavska)
Pour les articles homonymes, voir Baluga.
Baluga (Trnavska) (en serbe cyrillique : Балуга (Трнавска)) est un village de Serbie situé sur le territoire de la Ville de Čačak, district de Moravica. Au recensement de 2011, il comptait 727 habitants.

## Démographie
| 1948 | 1953 | 1961 | 1971 | 1981 | 1991 | 2002 | 2011 |
| ---- | ---- | ---- | ---- | ---- | ---- | ---- | ---- |
| 512  | 542  | 649  | 697  | 732  | 782  | 733  | 727  |

|  |